# (20338) Elainepappas
(20338) Elainepappas (1998 HA86) – planetoida z grupy pasa głównego asteroid okrążająca Słońce w ciągu 4,96 lat w średniej odległości 2,91 j.a. Odkryta 21 kwietnia 1998 roku.